# 심재갑
심재갑(沈載甲, 1904년 6월 26일 ~ 1989년 7월 5일, 충남 공주)은 대한민국의 교육자이다. 제3대 대전시 교육감을 역임하였다.

## 학력
- 공주공립사범학교 졸업

## 생애
- 1945년 호계초등학교 교장
- 1947년 강경중앙초등학교 교장
- 1953년 논산부창초등학교 교장
- 1954년 대전원동초등학교 교장
- 1957년 대전신흥초등학교 교장
- 1961년 3월 장면 내각이 교육자치제를 실시하면서 제3대 대전시 교육감에 당선 (대전시 교육위원회 간선)
- 1962년 2월 20일 박정희 정부가 교육자치제를 폐지하고 관선제로 바꾸면서 교육감직 자동 면직[1]
- 1962년 대전천동초등학교 교장
- 1964년 대전문창초등학교 교장
- 1968년 외삼초등학교 교장
- 1970년 대전갈마초등학교 교장
- 1972년 8월 정년퇴임 후, 한국교육삼락회총연합회 충청남도지회 회장단 및 고문 역임

## 가계
- 고조부 : 심의민 - 심능후(심능순의 동생)의 양자로 입적
- 증조부 : 심홍택 - 대한제국 의정대신 공작 심순택의 10촌
- 할아버지 : 심상학 - 대한제국 참정대신이자 중추원 의장(국회의장) 심상훈의 14촌 
  - 아버지 : 심봉섭 (沈鳳燮) - 항일계몽소설가 심훈(심대섭)의 16촌
  - 어머니 : 안동 권씨 권재희
    - 본인 : 심재갑 (沈載甲) - 제3대 대전시 교육감 (장면 내각)
    - 부인 : 경주 김씨 김경순
      - 장남 : 심대평 (沈大平, 족보명 : 심용석) - 대전시장, 충청남도지사, 행정조정실장, 청와대 행정수석, 국회의원, 국민중심당 대표, 자유선진당 대표, 지방자치발전위원장, 청송심씨 대종회장 -- 장면 내각 초대 참의원(상원) 법제사법위원회 위원장 심종석의 12촌
      - 며느리 : 순흥 안씨 안명옥 (安明玉, 1944년 ~ ) - 항일저항시인 이육사 선생의 배우자인 안일양 여사의 사촌
        - 손자 : 심우정 (沈雨廷, 1968년 ~ ) - 법무부 기획조정실장, 서울동부지검장, 인천지검장, 대검찰청 차장, 법무부 차관, 검찰총장
        - 손자며느리 : 경주 김씨 김성은
          - 증손녀 : 심민경 (沈旼耿, 1996년 ~ )
          - 증손자 : 심성환 (沈聖桓, 2001년 ~ )

        - 손자 : 심우현 (沈雨炫, 1970년 ~ ) - 박사
        - 손자며느리 : 김보연
        - 손자 : 심우찬 (沈雨燦, 1973년 ~ ) - 육군 중령, 변호사
        - 손자며느리 : 경주 김씨 김경아
          - 증손자 : 심성훈 (沈聖勳, 1998년 ~ )

      - 차남 : 심대민 (沈大民) - 기업가
      - 며느리 : 김해 김씨 김인숙
        - 손자 : 심우균 (沈雨均, 1978년 ~ )
        - 손자 : 심우선 (沈雨宣, 1979년 ~ )

      - 장녀 : 심정석 (沈定錫, 1932년 ~ )
      - 사위 : 홍성한
      - 차녀 : 심경자 (沈瓊子, 1936년 ~ )
      - 사위 : 정태윤
      - 3녀 : 심안석 (沈安錫, 1950년 ~ )
      - 사위 : 장귀남

## 수훈
- 대통령 표창 2회
- 1960년 1월 1일 녹조소성훈장(녹조근정훈장)

## 같이 보기
- 심택현
- 심능건
- 심환지
- 김조순
- 심순택
- 심상훈
- 심훈
- 이육사
- 심종석
- 심대평
- 심우정

## 참조
- 대전시립박물관 - 대전의 인물 심재갑

| 전임 조성구 | 제3대 대전시 교육감 (간선) 1961년 3월 ~ 1962년 2월 20일 | 후임 유성희 |